# Sông Caroní
Sông Caroní là con sông quan trọng thứ hai của Venezuela, là một trong những con sông dài nhất với chiều dài 952 kilômét (592 mi)   từ Tepui Kukenan, cho đến nơi hợp lưu của nó với sông Orinoco, ở phía nam Venezuela, tại bang Bolivar.Sông Caroni là nhánh sông quan trọng nhất của sông Orinoco. Lưu vực  của  sông Caroni nằm ở Gran Sabana (Công viên quốc gia Canaima) gần biên giới với Brazil.

## Chế độ thủy văn

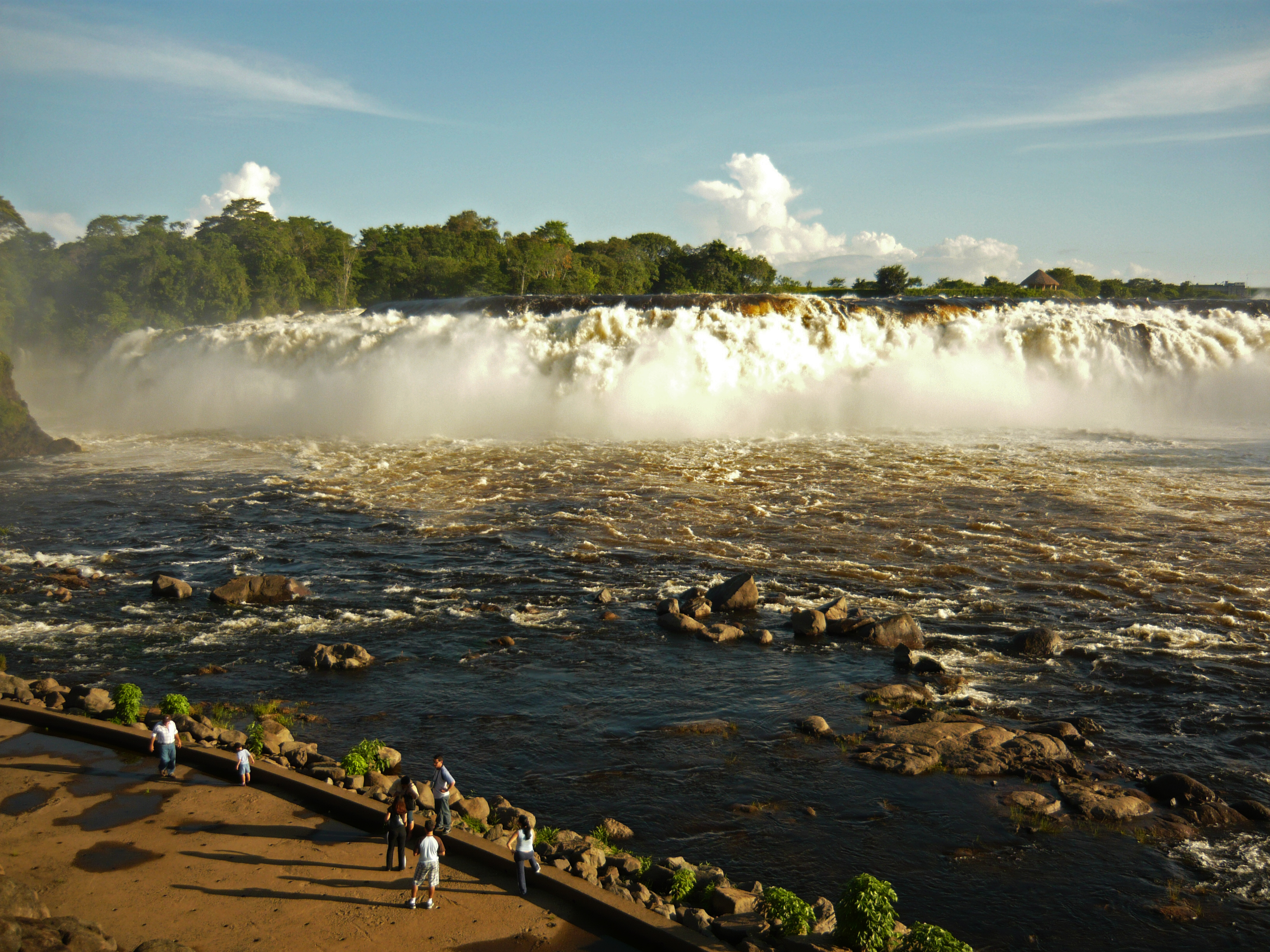
Sông Caroní trong Công viên Quốc gia La Llovizna, Puerto Ordaz

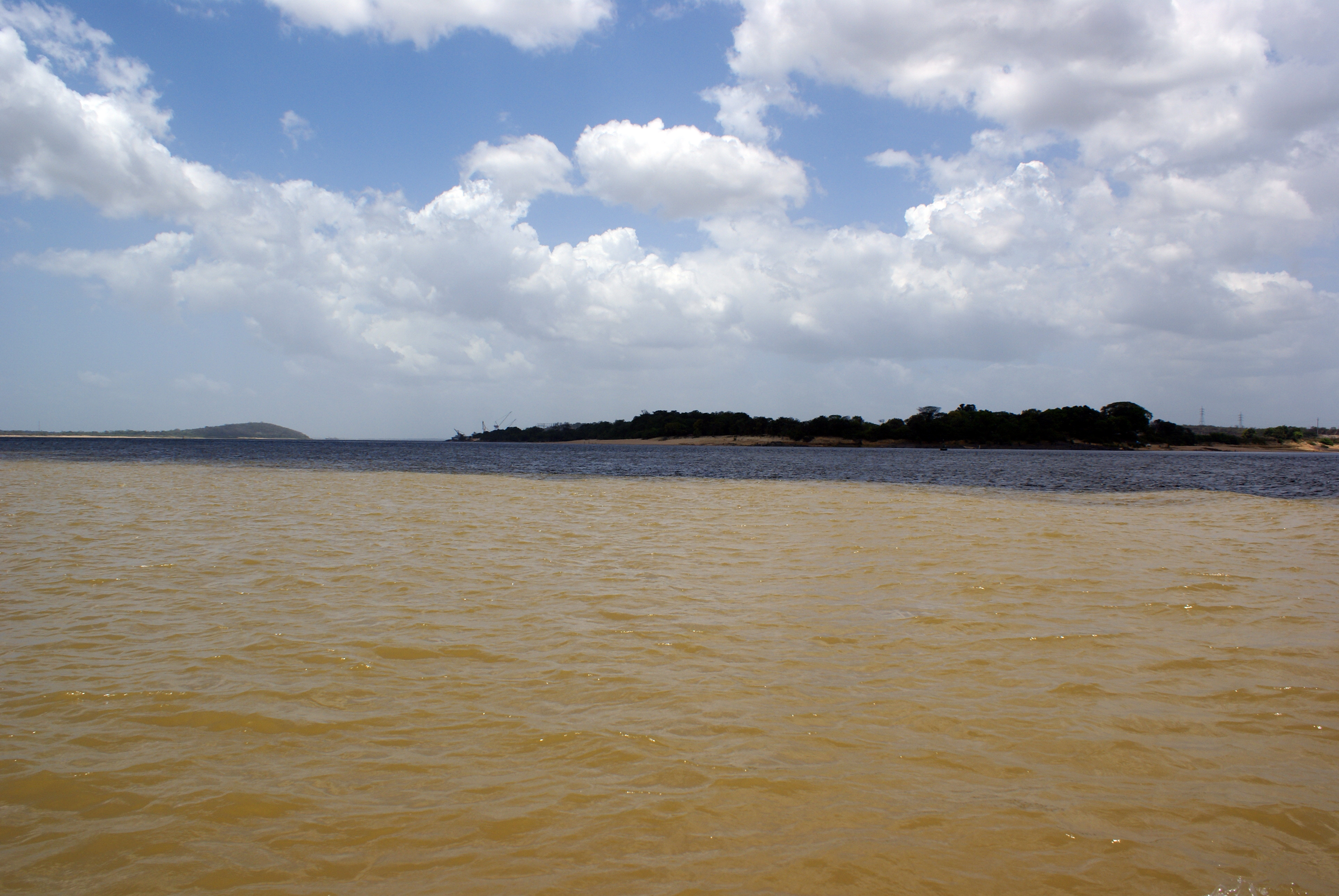
Sự kết hợp của sông Caroní (trong nền), một dòng sông đen với sông Orinoco, một dòng sông nước trắng

Sông Caroni là một trong những con sông có lưu lượng nước cao nhất trên thế giới, với lưu lượng nước là 4850 m3/s.Sông Caroni cung cấp 15,5 %  lượng nước của sông Orinoco. Một trong những đặc điểm của nước sông Caroni là màu nước tối, gây ra bởi lượng axit humic cao do sự phân hủy không hoàn toàn của hàm lượng phenol trong thảm thực vật.

## Thủy điện

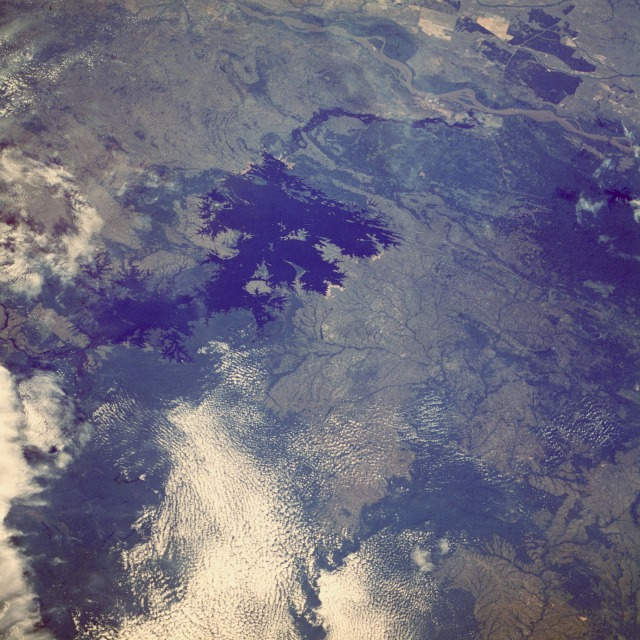
Sông Caroní và Hồ chứa Guri

Do lưu lượng nước cao, trung bình hàng năm là 4850 m3/s và độ dốc cao, sông Caroni phù hợp xây dựng các nhà máy thủy điện với bốn nhà máy dọc theo con sông bao gồm (Macagua I, II và III) và thủy điện Guri, ở giữa Necoima hoặc Necuima, khoảng 50 km  từ Puerto Ordaz. Nhà máy thủy điện Guri hiện là thủy điện lớn thứ 4 trên thế giới, sau đập Tam Hiệp ở Trung Quốc (22.500   MW), đập Itaipu ở Paraguay và Brazil (14.000   MW) và đập Xiluodu ở Trung Quốc (13860 MW).